# Élections législatives de 2022 dans l'Allier
Les élections législatives françaises de 2022 se déroulent les 12 et 19 juin 2022. Dans l'Allier, trois députés sont à élire dans le cadre de trois circonscriptions.

## Contexte

### Résultats de l'élection présidentielle de 2022 par circonscription
| Circonscription | 1er tour | 1er tour | 1er tour | 1er tour | 1er tour  | 1er tour |         | 2d tour | 2d tour | 2d tour | 2d tour |
| Circonscription | Macron   | +/-      | Le Pen   | +/-      | Mélenchon | +/-      | Macron  | +/-     | Le Pen  | +/-     |         |
| --------------- | -------- | -------- | -------- | -------- | --------- | -------- | ------- | ------- | ------- | ------- | ------- |
| Circonscription |          |          |          |          |           |          |         |         |         |         |         |
| 1re             | 26,62 %  | 3,02     | 27,30 %  | 5,09     | 16,27 %   | 4,09     | 52,44 % | 11,33   | 47,56 % | 11,33   |         |
| 2e              | 25,02 %  | 1,64     | 27,53 %  | 5,81     | 18,62 %   | 3,76     | 50,93 % | 13,51   | 49,07 % | 13,51   |         |
| 3e              | 28,55 %  | 4,32     | 26,32 %  | 3,19     | 15,20 %   | 1,52     | 53,64 % | 9,87    | 46,36 % | 9,87    |         |

## Système électoral
Les élections législatives ont lieu au scrutin uninominal majoritaire à deux tours dans des circonscriptions uinominales.
Est élu au premier tour le candidat qui réunit la majorité absolue des suffrages exprimés et un nombre de voix au moins égal au quart (25 %) des électeurs inscrits dans la circonscription. Si aucun des candidats ne satisfait ces conditions, un second tour est organisé entre les candidats ayant réuni un nombre de voix au moins égal à un huitième des inscrits (12,5 %) ; les deux candidats arrivés en tête du 1er tour se maintiennent néanmoins par défaut si un seul ou aucun d'entre eux n'a atteint ce seuil. Au second tour, le candidat arrivé en tête est déclaré élu.
Le seuil de qualification basé sur un pourcentage du total des inscrits et non des suffrages exprimés rend plus difficile l'accès au second tour lorsque l'abstention est élevée. Le système permet en revanche l'accès au second tour de plus de deux candidats si plusieurs d'entre eux franchissent le seuil de 12,5 % des inscrits. Les candidats en lice au second tour peuvent ainsi être trois, un cas de figure appelé « triangulaire ». Les seconds tours où s'affrontent quatre candidats, appelés « quadrangulaire », sont également possibles, mais beaucoup plus rares.

### Partis et nuances
Les résultats des élections sont publiées en France par le ministère de l'Intérieur, qui classe les partis en leur attribuant des nuances politiques. Ces dernières sont décidées par les préfets, qui les attribuent indifféremment de l'étiquette politique déclarée par les candidats, qui peut être celle d'un parti ou une candidature sans étiquette.
En 2022, seuls les coalitions Ensemble (ENS) et Nouvelle Union populaire écologique et sociale (NUP), ainsi que le Parti radical de gauche (RDG), l'Union des démocrates et indépendants (UDI), Les Républicains (LR), le Rassemblement national (RN) et Reconquête (REC) se voient attribués des nuances propres,,.
Tous les autres partis se voient attribués l'une ou l'autre des nuances suivantes : DXG (divers extrême gauche), DVG (divers gauche), ECO (écologiste), REG (régionaliste), DVC (divers centre), DVD (divers droite), DSV (droite souverainiste) et DXD (divers extrême droite). Des partis comme Debout la France ou Lutte ouvrière ne disposent ainsi pas de nuances propres, et leurs résultats nationaux ne sont pas publiés séparément par le ministère, car mélangés avec d'autres partis (respectivement dans les nuances DSV et DXG). Certains partis voient même leurs résultats divisés entre plusieurs nuances, tel le Parti pirate dont les candidats sont répartis entre nuances « divers » et « régionaliste ».

## Résultats

### Élus
| Circonscription                                 | Député sortant         | Parti | Parti | Député élu ou réélu | Parti | Parti |
| ----------------------------------------------- | ---------------------- | ----- | ----- | ------------------- | ----- | ----- |
| 1re                                             | Jean-Paul Dufrègne *   |       | PCF   | Yannick Monnet      |       | PCF   |
| 2e                                              | Laurence Vanceunebrock |       | LREM  | Jorys Bovet         |       | RN    |
| 3e                                              | Bénédicte Peyrol       |       | LREM  | Nicolas Ray         |       | LR    |
| * député sortant ne se représentant pas en 2022 |                        |       |       |                     |       |       |

### Résultats à l'échelle du département

#### Résultats par coalition
| Parti et coalition                                           | Parti et coalition                                           | Parti et coalition                                 | Premier tour | Premier tour | Premier tour | Second tour   | Second tour   | Second tour | Total Sièges  | +/-           |  |
| Parti et coalition                                           | Parti et coalition                                           | Parti et coalition                                 | Voix         | %            | Sièges       | Voix          | %             | Sièges      | Total Sièges  | +/-           |  |
| ------------------------------------------------------------ | ------------------------------------------------------------ | -------------------------------------------------- | ------------ | ------------ | ------------ | ------------- | ------------- | ----------- | ------------- | ------------- |  |
|                                                              |                                                              | Parti communiste français (PCF)                    | 13 578       | 10,95        | 0            | 21 832        | 21,18         | 1           | 1             | en stagnation |  |
|                                                              | La France insoumise (LFI)                                    | 8 719                                              | 7,03         | 0            | 15 976       | 15,50         | 0             | 0           | en stagnation |               |  |
|                                                              | Parti socialiste (PS)                                        | 7 737                                              | 6,24         | 0            |              |               |               | 0           | en stagnation |               |  |
| Total Nouvelle Union populaire écologique et sociale (NUPES) | Total Nouvelle Union populaire écologique et sociale (NUPES) | 30 034                                             | 24,23        | 0            | 37 808       | 36,68         | 1             | 1           | en stagnation |               |  |
|                                                              |                                                              | La République en marche (LREM)                     | 24 649       | 19,89        | 0            | 29 843        | 28,96         | 0           | 0             | 2             |  |
| Total Ensemble (ENS)                                         | Total Ensemble (ENS)                                         | 24 649                                             | 19,89        | 0            | 29 843       | 28,96         | 0             | 0           | 2             |               |  |
|                                                              | Rassemblement national (RN)                                  | Rassemblement national (RN)                        | 24 304       | 19,61        | 0            | 16 116        | 15,64         | 1           | 1             | 1             |  |
|                                                              |                                                              | Les Républicains (LR)                              | 19 538       | 15,76        | 0            | 19 296        | 18,72         | 1           | 1             | 1             |  |
| Total Union de la droite et du centre (UDC)                  | Total Union de la droite et du centre (UDC)                  | 19 538                                             | 15,76        | 0            | 19 296       | 18,72         | 1             | 1           | 1             |               |  |
|                                                              |                                                              | Centre national des indépendants et paysans (CNIP) | 3 882        | 3,13         | 0            |               |               |             | 0             | Nv            |  |
|                                                              | Reconquête (REC)                                             | 1 580                                              | 1,27         | 0            | 0            | Nv            |               |             |               |               |  |
| Total Reconquête et alliés (REC)                             | Total Reconquête et alliés (REC)                             | 5 462                                              | 4,41         | 0            | 0            | Nv            |               |             |               |               |  |
|                                                              | Dissidents NUPES                                             | Dissidents NUPES                                   | 3 463        | 2,79         | 0            | 0             | en stagnation |             |               |               |  |
|                                                              | Dissidents Ensemble                                          | Dissidents Ensemble                                | 3 037        | 2,45         | 0            | 0             | Nv            |             |               |               |  |
|                                                              | Parti radical de gauche (PRG)                                | Parti radical de gauche (PRG)                      | 2 584        | 2,08         | 0            | 0             | en stagnation |             |               |               |  |
|                                                              | Parti animaliste (PA)                                        | Parti animaliste (PA)                              | 1 480        | 1,19         | 0            | 0             | Nv            |             |               |               |  |
|                                                              | Lutte ouvrière (LO)                                          | Lutte ouvrière (LO)                                | 1 457        | 1,18         | 0            | 0             | en stagnation |             |               |               |  |
|                                                              |                                                              | Le Trèfle - Les nouveaux écologistes (LT-LNÉ)      | 1 059        | 0,85         | 0            | 0             | en stagnation |             |               |               |  |
| Total Tous unis pour le vivant (TUPV)                        | Total Tous unis pour le vivant (TUPV)                        | 1 059                                              | 0,85         | 0            | 0            | en stagnation |               |             |               |               |  |
|                                                              |                                                              | Les Patriotes (LP)                                 | 594          | 0,48         | 0            | 0             | Nv            |             |               |               |  |
|                                                              | Debout la France (DLF)                                       | 441                                                | 0,36         | 0            | 0            | en stagnation |               |             |               |               |  |
| Total Union pour la France (UPF)                             | Total Union pour la France (UPF)                             | 1 035                                              | 0,84         | 0            | 0            | en stagnation |               |             |               |               |  |
|                                                              | Le Mouvement de la ruralité (LMR)                            | Le Mouvement de la ruralité (LMR)                  | 936          | 0,76         | 0            | 0             | Nv            |             |               |               |  |
|                                                              | Parti pirate (PP)                                            | Parti pirate (PP)                                  | 137          | 0,11         | 0            | 0             | Nv            |             |               |               |  |
|                                                              | Autres partis                                                | Autres partis                                      | 585          | 0,47         | 0            | 0             | en stagnation |             |               |               |  |
|                                                              | Sans étiquette (SE)                                          | Sans étiquette (SE)                                | 4 190        | 3,38         | 0            | 0             | en stagnation |             |               |               |  |
|                                                              |                                                              |                                                    |              |              |              |               |               |             |               |               |  |
| Suffrages exprimés                                           | Suffrages exprimés                                           | Suffrages exprimés                                 | 123 950      | 97,15        |              | 103 063       | 87,05         |             |               |               |  |
| Votes blancs                                                 | Votes blancs                                                 | Votes blancs                                       | 2 482        | 1,95         | 10 432       | 8,81          |               |             |               |               |  |
| Votes nuls                                                   | Votes nuls                                                   | Votes nuls                                         | 1 156        | 0,91         | 4 904        | 4,14          |               |             |               |               |  |
| Total                                                        | Total                                                        | Total                                              | 127 588      | 100          | 0            | 118 399       | 100           | 3           | 3             | en stagnation |  |
| Abstentions                                                  | Abstentions                                                  | Abstentions                                        | 122 919      | 49,07        |              | 132 122       | 52,74         |             |               |               |  |
| Inscrits/Participation                                       | Inscrits/Participation                                       | Inscrits/Participation                             | 250 507      | 50,93        | 250 521      | 47,26         |               |             |               |               |  |

#### Résultats par nuance
| Nuance                 | Nuance                                         | Nuance                 | Premier tour | Premier tour | Premier tour | Second tour | Second tour   | Second tour | Total Sièges | +/-           |  |
| Nuance                 | Nuance                                         | Nuance                 | Voix         | %            | Sièges       | Voix        | %             | Sièges      | Total Sièges | +/-           |  |
| ---------------------- | ---------------------------------------------- | ---------------------- | ------------ | ------------ | ------------ | ----------- | ------------- | ----------- | ------------ | ------------- |  |
|                        | Nouvelle Union populaire écologique et sociale | NUP                    | 30 034       | 24,23        | 0            | 37 808      | 36,68         | 1           | 1            | 1             |  |
|                        | Ensemble !                                     | ENS                    | 24 649       | 19,89        | 0            | 29 843      | 28,96         | 0           | 0            | 2             |  |
|                        | Rassemblement national                         | RN                     | 24 304       | 19,61        | 0            | 16 116      | 15,64         | 1           | 1            | 1             |  |
|                        | Les Républicains                               | LR                     | 19 538       | 15,76        | 0            | 19 296      | 18,72         | 1           | 1            | 1             |  |
|                        | Divers gauche                                  | DVG                    | 7 649        | 6,17         | 0            |             |               |             | 0            | en stagnation |  |
|                        | Reconquête                                     | REC                    | 5 462        | 4,41         | 0            | 0           | Nv            |             |              |               |  |
|                        | Divers centre                                  | DVC                    | 3 037        | 2,45         | 0            | 0           | Nv            |             |              |               |  |
|                        | Parti radical de gauche                        | RDG                    | 2 584        | 2,08         | 0            | 0           | en stagnation |             |              |               |  |
|                        | Ecologistes                                    | ECO                    | 2 539        | 2,05         | 0            | 0           | en stagnation |             |              |               |  |
|                        | Divers extrême gauche                          | DXG                    | 1 457        | 1,18         | 0            | 0           | en stagnation |             |              |               |  |
|                        | Droite souverainiste                           | DSV                    | 1 035        | 0,84         | 0            | 0           | en stagnation |             |              |               |  |
|                        | Divers droite                                  | DVD                    | 936          | 0,76         | 0            | 0           | en stagnation |             |              |               |  |
|                        | Régionaliste                                   | REG                    | 722          | 0,58         | 0            | 0           | Nv            |             |              |               |  |
|                        | Divers                                         | DIV                    | 4            | 0,00         | 0            | 0           | en stagnation |             |              |               |  |
|                        |                                                |                        |              |              |              |             |               |             |              |               |  |
| Suffrages exprimés     | Suffrages exprimés                             | Suffrages exprimés     | 123 950      | 97,15        |              | 103 063     | 87,05         |             |              |               |  |
| Votes blancs           | Votes blancs                                   | Votes blancs           | 2 482        | 1,95         | 10 432       | 8,81        |               |             |              |               |  |
| Votes nuls             | Votes nuls                                     | Votes nuls             | 1 156        | 0,91         | 4 904        | 4,14        |               |             |              |               |  |
| Total                  | Total                                          | Total                  | 127 588      | 100          | 0            | 118 399     | 100           | 3           | 3            | en stagnation |  |
| Abstentions            | Abstentions                                    | Abstentions            | 122 919      | 49,07        |              | 132 122     | 52,74         |             |              |               |  |
| Inscrits/Participation | Inscrits/Participation                         | Inscrits/Participation | 250 507      | 50,93        | 250 521      | 47,26       |               |             |              |               |  |

### Cartes

Nuance politique des candidats arrivés en tête dans chaque commune au 1er tour.
Nuance politique des candidats arrivés en tête dans chaque commune au 2e tour.

### Résultats par circonscription

#### Première circonscription
Député sortant : Jean-Paul Dufrègne (Parti communiste français).
| Candidat                 | Candidat                 | Parti et coalition       | Nuance                   | Premier tour | Premier tour | Second tour | Second tour |
| Candidat                 | Candidat                 | Parti et coalition       | Nuance                   | Voix         | %            | Voix        | %           |
| ------------------------ | ------------------------ | ------------------------ | ------------------------ | ------------ | ------------ | ----------- | ----------- |
|                          | Yannick Monnet,          | PCF (NUPES)              | NUP                      | 13 578       | 30,57        | 21 832      | 55,51       |
|                          | Michel Barbarin          | LREM (ENS)               | ENS                      | 8 634        | 19,44        | 17 496      | 44,49       |
|                          | Marie Cibert             | RN                       | RN                       | 8 615        | 19,40        |             |             |
|                          | Roger Litaudon           | LR (UDC)                 | LR                       | 5 476        | 12,33        |             |             |
|                          | Jean Mallot,             | PS diss.                 | DVG                      | 3 463        | 7,80         |             |             |
|                          | Pierre de Nicolay        | CNIP                     | REC                      | 2 326        | 5,24         |             |             |
|                          | Fabien Malavaud          | LMR                      | DVD                      | 936          | 2,11         |             |             |
|                          | Marion Sennepin          | PA                       | ECO                      | 779          | 1,75         |             |             |
|                          | Jean-Marc Collot         | LO                       | DXG                      | 610          | 1,37         |             |             |
|                          |                          |                          |                          |              |              |             |             |
| Votes valides            | Votes valides            | Votes valides            | Votes valides            | 44 417       | 97,01        | 39 328      | 90,15       |
| Votes blancs             | Votes blancs             | Votes blancs             | Votes blancs             | 952          | 2,08         | 2 823       | 6,47        |
| Votes nuls               | Votes nuls               | Votes nuls               | Votes nuls               | 419          | 0,92         | 1 475       | 3,38        |
| Total                    | Total                    | Total                    | Total                    | 45 788       | 100          | 43 626      | 100         |
| Abstention               | Abstention               | Abstention               | Abstention               | 43 559       | 48,75        | 45 729      | 51,18       |
| Inscrits / participation | Inscrits / participation | Inscrits / participation | Inscrits / participation | 89 347       | 51,25        | 89 355      | 48,82       |

#### Deuxième circonscription
Députée sortante : Laurence Vanceunebrock (La République en Marche).
| Candidat                 | Candidat                 | Parti et coalition       | Nuance                   | Premier tour | Premier tour | Second tour | Second tour |
| Candidat                 | Candidat                 | Parti et coalition       | Nuance                   | Voix         | %            | Voix        | %           |
| ------------------------ | ------------------------ | ------------------------ | ------------------------ | ------------ | ------------ | ----------- | ----------- |
|                          | Louise Héritier,         | LFI (NUPES)              | NUP                      | 8 719        | 21,84        | 15 976      | 49,78       |
|                          | Jorys Bovet              | RN                       | RN                       | 7 642        | 19,14        | 16 116      | 50,22       |
|                          | Laurence Vanceunebrock   | LREM (ENS)               | ENS                      | 6 796        | 17,02        |             |             |
|                          | Jean-Jacques Kégelart    | LR (UDC)                 | LR                       | 4 468        | 11,19        |             |             |
|                          | Bernard Pozzoli          | SE                       | DVG                      | 4 186        | 10,49        |             |             |
|                          | Samir Triki              | H diss.                  | DVC                      | 3 037        | 7,61         |             |             |
|                          | Axelle de Nicolay        | CNIP                     | REC                      | 1 556        | 3,90         |             |             |
|                          | Jean-Marie Guillaumin    | LT-LNÉ (TUPV)            | ECO                      | 1 059        | 2,65         |             |             |
|                          | Marie-Claude Léguillon   | PRG                      | RDG                      | 929          | 2,33         |             |             |
|                          | Philippe Chatel          | RDB                      | REG                      | 585          | 1,47         |             |             |
|                          | Christophe Affraix       | DLF (UPF)                | DSV                      | 441          | 1,10         |             |             |
|                          | Bernard Lebel            | LO                       | DXG                      | 365          | 0,91         |             |             |
|                          | Luc Thomas               | PP                       | REG                      | 137          | 0,34         |             |             |
|                          |                          |                          |                          |              |              |             |             |
| Votes valides            | Votes valides            | Votes valides            | Votes valides            | 39 920       | 96,94        | 32 092      | 82,51       |
| Votes blancs             | Votes blancs             | Votes blancs             | Votes blancs             | 847          | 2,06         | 4 685       | 12,04       |
| Votes nuls               | Votes nuls               | Votes nuls               | Votes nuls               | 413          | 1,00         | 2 119       | 5,45        |
| Total                    | Total                    | Total                    | Total                    | 41 180       | 100          | 38 896      | 100         |
| Abstention               | Abstention               | Abstention               | Abstention               | 39 790       | 49,14        | 42 075      | 51,96       |
| Inscrits / participation | Inscrits / participation | Inscrits / participation | Inscrits / participation | 80 970       | 50,86        | 80 971      | 48,04       |

#### Troisième circonscription
Députée sortante : Bénédicte Peyrol  (La République en Marche).
| Candidat                 | Candidat                 | Parti et coalition       | Nuance                   | Premier tour | Premier tour | Second tour | Second tour |
| Candidat                 | Candidat                 | Parti et coalition       | Nuance                   | Voix         | %            | Voix        | %           |
| ------------------------ | ------------------------ | ------------------------ | ------------------------ | ------------ | ------------ | ----------- | ----------- |
|                          | Nicolas Ray              | LR (UDC)                 | LR                       | 9 594        | 24,22        | 19 296      | 60,98       |
|                          | Bénédicte Peyrol         | LREM (ENS)               | ENS                      | 9 219        | 23,27        | 12 347      | 39,02       |
|                          | Quentin Julien           | RN                       | RN                       | 8 047        | 20,31        |             |             |
|                          | Elsa Denferd,            | PS (NUPES)               | NUP                      | 7 737        | 19,53        |             |             |
|                          | Isabelle Réchard         | PRG                      | RDG                      | 1 655        | 4,18         |             |             |
|                          | Sophie Lacour            | REC                      | REC                      | 1 580        | 3,99         |             |             |
|                          | Paul Duché               | PA                       | ECO                      | 701          | 1,77         |             |             |
|                          | Lydie Corbin             | LP (UPF)                 | DSV                      | 594          | 1,50         |             |             |
|                          | Jean-Francois Rameau     | LO                       | DXG                      | 482          | 1,22         |             |             |
|                          | Yves-Marie Pendeliau     | SE                       | DIV                      | 4            | 0,01         |             |             |
|                          |                          |                          |                          |              |              |             |             |
| Votes valides            | Votes valides            | Votes valides            | Votes valides            | 39 613       | 97,52        | 31 643      | 88,20       |
| Votes blancs             | Votes blancs             | Votes blancs             | Votes blancs             | 683          | 1,68         | 2 924       | 8,15        |
| Votes nuls               | Votes nuls               | Votes nuls               | Votes nuls               | 324          | 0,80         | 1 310       | 3,65        |
| Total                    | Total                    | Total                    | Total                    | 40 620       | 100          | 35 877      | 100         |
| Abstention               | Abstention               | Abstention               | Abstention               | 39 570       | 49,35        | 44 318      | 55,26       |
| Inscrits / participation | Inscrits / participation | Inscrits / participation | Inscrits / participation | 80 190       | 50,65        | 80 195      | 44,74       |